# Приключенията на Падингтън
„Приключенията на Падингтън“ (на английски: The Adventures of Paddington) е анимационен сериал, разработен за телевизия от Джон Фостър и Джон Ламонт. Сериалът е копродуциран от Heyday Films и StudioCanal с участието на Nickelodeon, M6 и Piwi+. Анимацията за сериала е продуцирана от Blue-Zoo Animation Studio и Superprod Studio. Сериалът е базиран на поредицата „Мечето Падингтън“. Излъчва се по Nickelodeon в световен мащаб, включително и във Франция, където сериалът се излъчва по Gulli, а по-късно се излъчва и по M6 и Piwi+.

## Актьорски състав
- Бен Уишоу – Падингтън Браун
- Дарън Бойд – Хенри Браун
- Моруена Банкс – Мери Браун
- Филис Логан – г-жа Бърд
- Боби Бейнън – Джонатан Браун, синът на Мери и Хенри
- Сабрина Нютън-Фишър – Джуди Браун (сезон 1)
- Анджели Уоли – Джуди Браун (сезон 2)
- Рийс Шиърсмит – г-н Къри
- Дейвид Скофийлд – г-н Грубер
- Лиз Съдърланд – г-жа Потс
- Моника Лопера – София

## Продукция
„Приключенията на Падингтън“ е първоначално обявен на 14 февруари 2019 г. като част от представянето на Nickelodeon за 2019 г. под работното заглавие „Падингтън“, и премиерната дата е по-късно обявена на 20 ноември 2019 г. с ново заглавие, „Приключенията на Падингтън“. Бен Уишоу повтаря ролята си на Мечето Падинтън от двата пълнометражни филма на „Падингтън“. Гари Барлоу композира, написа, и изпълнява заглавната песен на сериала.
На 17 февруари 2021 г. е обявено, че вторият сезон ще се излъчи на 19 февруари 2021 г.
През юли 2021 г. StudioCanal обяви, че третия сезон е в разработка. На 19 октомври 2022 г. третия сезон е официално обявен, и се излъчва премиерно на 3 април 2023 г.

## В България
В България сериалът започва излъчване по локалната версия на „Ник Джуниър“ на 17 август 2020 г. с български дублаж, записан в студио „Про Филмс“.
Той е достъпен в стрийминг платформите Ейч Би О Макс и Voyo.
| Персонаж        | Изпълнител            |
| --------------- | --------------------- |
| Падингтън Браун | Николай Петров        |
| Хенри Браун     | Камен Иванов          |
| Мери Браун      | Мими Йорданова        |
| Госпожа Бърд    | Даниела Горанова      |
| Джонатан Браун  | Петър Каменов         |
| Джуди Браун     | Ева Данаилова         |
| Господин Къри   | Сотир Мелев           |
| Господин Грубер | Здравко Димитров      |
| Госпожа Потс    | Евгения Ангелова      |
| София           | Елисавета Господинова |
| Ток             | Ангелина Русева       |
| Доктор Ясмин    | Ася Рачева            |
| Бааз            | Борис Кашев           |
| Полицай Уелс    | Виктор Иванов         |
| Сими            | Ива Стоянова          |
| Четец надписи   | Камен Иванов          |
| Престъпник 1    | Камен Иванов          |
| Матео           | Стоян Кукуванов       |